# Hatrið mun sigra
Hatrið mun sigra (укр. Ненависть переможе) — пісня ісландського гурту Hatari, виконана в жанрі dark electro. Вона перемогла на Söngvakeppnin 2019 і представила Ісландію на конкурсі Євробачення 2019 в Тель-Авіві, Ізраїль.

## Євробачення
Пісня представляє Ісландію на пісенному конкурсі Євробачення 2019, після того як Hatari перемогли на Söngvakeppnin 2019, організованому Ісландською національною службою мовлення, щоб обрати виконавця, що представлятиме Ісландію на Євробаченні 2019. 28 січня 2019 року було проведено спеціальний розіграш, який помістив кожну країну в один із двох півфіналів, а також коли вони виступатимуть. Ісландія була розміщена в першому півфіналі, який відбувся 14 травня 2019 року, й виступила в другій половині шоу. Після того, як всі конкуруючі пісні для конкурсу 2019 року були випущені, порядок виконання півфіналів вирішувався виробниками шоу, а не через інший розіграш, так що подібні пісні не розміщувалися поруч один з одним. Ісландія виступила 13-ю та стала однією з 10 країн-учасниць, що пройшли до гранд-фіналу, який відбувся 18 травня 2019 року.

## Чарти
| Чарт (2019)    | Найвища позиція |
| -------------- | --------------- |
| Ісландія (RÚV) | 1               |